# Надин Брурсен
Надин Брурсен  (хол. Nadine Broersen; Хорн, 29. април 1990) је холандска атлетичарка, чија су специјалност вишебоји (седмобој, петобој) и скок увис. У овим дисциплинама је освојила 6 холандских првенстава, а 2013. поставила је нови рекорд Холандије у скоку увис, од 1,90 м.
Учествовала је на Летњим олимпијским играма 2012. у Лондону. Била је 13. са новим личним рекордом од 6.319 бодова.
На такмичењу у Гецису 2013. поправља лични рекорд у седмобоју на 6.345 бодова. Исте године на Светском првенству у Москви такмичила се у седмобоју. Почела је веома лоше, јер је у првој дисциплини 100 м препоне, пала на последњој препони, али је у каснијим дисциплинама поправила тај заостатак и завршила на 10. месту, поставивши два лична рекорда у тркама на 200 и 800 метара.
Следеће године постиже највеће успехе у каријери. Прво је 7. марта 2014. освојила златну медаљу у петобоју на Светском првенству у дворани у Сопоту, поправивши национални рекорд Холандије резултатом 4.830 бодова. На путу до тог резултата поставила је и национални рекорд у скоку увис од 1,93 м. У августу на Европском првенству у Цириху осваја сребрну медаљу у седмобоју и опет је поправила национални рекорд у скоку увис на 1,94 м. 

## Лични рекорди
на отвореном
200 м — 24,57 (+1,9 м/с), Гецис, 31. мај 2014.
800 м — 2:11,11 , Гецис, 1. јун 2014.
100 м пр. — 13,39 (-0,0 м/с), Гецис, 31. мај 2014.
вис — 1,94, Цирих (ЕП), 14. август 2014.
даљ — 6,31 (+0,4), Торино, 6. јун 2014.
кугла — 14,34, Nottwill, 29. јун 2013.
копље — 54,97, Гецис, 27. мај 2012.
седмобој — 6.539, Торуњ, 6, јул 2014.
у дворани
60 м — 8,64, Праг, 29. јануар 2012.
800 м — 2:14,97, Сопот (Пољска) (СП), 7. март 2014.
60 м препоне — 8,32, Гетеборг, 1. март 2013.
60 м — 8,32, Сопот (Пољска) (СП), 7. март 2014.
вис — 1,93, Сопот (Пољска) (СП), 7. март 2014.
даљ — 6,17, Сопот (Пољска) (СП), 7. март 2014.
кугла — 14,93, Шефилд, 26. јануар 2014.
кугла — 14,93, Шефилд, 26. јануар 2014.
Петобој	— 4.830, Сопот (Пољска) (СП), 7. март 2014.